# Joan Mas i Biosca
Joan Mas i Biosca (Mataró, 10 de setembre de 1891 - ?) regí el magisteri de capella de la Catedral de Girona entre 1919 i 1923. Era fill de Camila Biosca i Alemany morta a Mataró l'any 1917 i nebot del Bisbe de Girona Francesc de Paula Mas i Oliver.